# Ostropel
L'ostropel és un guisat tradicional romanès que es fa principalment a partir de pollastre barrejat amb una salsa de tomàquet espessa. A més a més, s'hi poden afegir alls o cebes tendres. De vegades també s’utilitzen conills, xais o altres tipus de carn i, sinó, també es poden fer versions vegetarianes durant els períodes de dejuni.

## Orígens
Com altres plats, és un dels aliments romanesos que no tenen equivalents a l'estranger. Per tant, es veu com un element bàsic de la cuina tradicional romanesa.

## Preparació
El plat es prepara tradicionalment fregint potes de pollastre. A continuació, barregeu l’aigua amb l’oli de cocció, la salsa de tomàquet, la farina, l’all i la ceba fins que la salsa arribi al punt d’ebullició, després afegiu-hi el pollastre i deixeu-ho coure a foc lent durant quinze minuts més o fins que la salsa s’espesseixi. Abans de servir, escampeu-hi el julivert per sobre. La polenta s’utilitza generalment com a guarnició, juntament amb una amanida lleugera.

## Varietats
Com molts altres plats romanesos, l’ostropel té variacions regionals. Per exemple, a Moldàvia la recepta és força senzilla, sense afegir molts altres ingredients a la salsa. Tot i això, a Oltenia s’afegeixen pastanagues i vinagre a la salsa i el plat final se serveix amb patates bullides en lloc de polenta.